# ديان مدلبروك
ديان مدلبروك (بالإنجليزية: Diane Middlebrook)‏ (16 أبريل 1939، بوكاتيلو في الولايات المتحدة - 15 ديسمبر 2007، سان فرانسيسكو في الولايات المتحدة)؛ أستاذة جامعية، كاتِبة وشاعرة أمريكية.

## الجوائز
- زمالة غوغنهايم

## روابط خارجية
- ديان مدلبروك على موقع إن إن دي بي (الإنجليزية)